# Онек, Хилари Обалокер
Хилари Обалокер Онек (англ. Hilary Obaloker Onek; родился 5 мая 1948 года) — угандийский инженер и политик. Нынешний министр МЧС Уганды. Получил назначение на эту должность 27 мая 2013 года, заменив министра Tarsis Kabwegyere. С 16 февраля 2009 по 27 мая 2011 года Хилари Онек служил министром энергетики и полезных ископаемых, с 2006 по 2009 год был министром сельского хозяйства, животноводства и рыболовства Уганды. Избирался членом парламента, представляя округ Lamwo, района Lamwo.

## История
Хилари Онек родился 5 мая 1948 года. Учился в начальной школе в Морото, Карамоджа, с 1965 по 1970 год — в колледже Св. Марии.
С 1971 по 1974 год учился по специальности «инженер-строитель» в угандийском Университете Макарере. В Московском университете Дружбы народов учился с 1974 по 1979 год. Окончил университет со степенью Бакалавра наук (BSC) в области гражданского строительства и степенью магистра наук (MSC) в инженерии, по специальности водные ресурсы и проектирование гидротехнических сооружений. После этого учился один год в Московском инженерно-строительном институте. Получил степень магистра по специальности «плотины и гидротехнические сооружения». В 1998—2000 годах учился в Университете Макарере по специальности магистр делового администрирования.
Имеет сертификат по оценке инвестиций и управлению Гарвардского университета, Кембридж, штат Массачусетс, США. Сертификат был получен в 1994 году. В 1997 году получил сертификат 'Института государственно-частного партнерства в области государственно-частного партнерства.

## Работа
В годы учёбы в СССР работал помощником инженера на строительстве Нурекской ГЭС в Таджикистане, в 1977 году работал на строительстве «Ингури» ГЭС в Грузинской ССР.
В 1980 году вернулся в Уганду, работал преподавателем в Университете Макарере. В 1983—1998 годах Хилари Онек — исполнительный директор Национальной корпорации по водоснабжению и канализации.
В конце 1990 — начале 2001 годов работал независимым экспертом-консультантом в компании ЕОМ Services Limited, участвовал в выборной компании президента Йовери Мусевени в уезде Acholi, победил в выборной компании за место в Парламенте от уезда Lamwo.
В 2006 году получил назначение Министра сельского хозяйства животноводства и рыболовства, в 2009 году — Министра энергетики и разработки полезных ископаемых Уганды, в 2011 году — министра внутренних дел. В настоящее время является Министром МЧС Уганды.
Как бизнесмен, Хилари Онек владеет гостиницами Kitgum Bomah и Gulu Bomah.

## Научные публикации
Список публикаций и докладов, сделанных Хилари Онек:
- «Elastic Beam on Flexible Foundation», Trud UDN — Moscow — March 1977.
- «On the Mechanical Strength of Soil in Dam Structure», Trud MICI — Moscow — May 1980.
- «Analysis of Stressed-strained Conditions and Structural Failure of Railway Embankments». Work done for Uganda Railways Corporation. — December 1980.
- «Exploitation of Lake Levels for Hydropower in Uganda» Paper presented at Energy Workshop and published by the Uganda National Research Council. — July 1981.
- «Dimension Analysis in Engineering — A research and modeling tool». Paper presented to staff and postgraduate students at the Faculty of Technology, Университет Макерере. March 1982.
- Co-Authored: «Water Pricing Experiences, An International Perspective». Editors: Ariel Dinar & Ashok Subramanian. World Bank Technical Paper Number 386. — 1997
- «Water Utility Research: National Water and Sewerage Corporation Uganda». 23rd WEDC Conference — Durban, South Africa. — September 1997.
- «Public-Private Partnership: National Water and Sewerage Corporation, Uganda». 24th WEDC Conference — Islamabad, Pakistan. — September 1998.
- «Poor Design of Kiira Extension at Jinja Dam and Resultant Excessive Discharge of Water for Power Generation, The Main Cause of Dropping Lake Victoria Levels» Paper presented, as the main theme at Abraham Waligo Memorial Lecture organized by Uganda Institute of Professional Engineers. Faculty of Technology, Makerere University, Kampala. September 2004[8].
- «Challenges and Opportunities to Agricultural Transformation: Option for Increasing and Sustaining Agricultural Growth and Development in Sub-Saharan Africa». Keynote Address, World Agricultural Forum, St. Louis, Missouri, United States. — 07 to 10 May 2007. Partly due to the impact of this keynote address, the next World Agricultural Forum was for the first time held in a location other than St. Louis, Missouri. The 10th World Agricultural Forum (WAF), was held in Kampala, Uganda in 2008[9].